# Carré de corps restitués
Un carré de corps restitués aux familles est un terrain situé à l'intérieur d'un cimetière communal, destiné à l'inhumation des corps des soldats restitués à leur famille.
Immédiatement après la Première Guerre mondiale, les familles des soldats pouvaient faire transférer à leur frais les corps des défunts, des cimetières militaires vers une sépulture familiale.
Mais à partir de 1919, les exhumations clandestines se multiplient. En effet, le gouvernement avait interdit, dès le 19 novembre 1914, l'exhumation et la restitution des corps des militaires morts au feu, et cette mesure avait été maintenue après-guerre. L'objectif était peut-être de dissimuler l'étendue des blessures subies par les corps. Cependant, la majorité des familles souhaitait ramener la dépouille mortuaire de leur parent afin de l'inhumer dans le cimetière communal.
L'État se trouva dans l'obligation de prendre des mesures, par une instruction datée du 15 juin 1919.
La loi de finances du 31 juillet 1920 et le décret du 28 septembre 1920 offrit alors cette possibilité aux frais de l’État, ce qui conduisit à la création d'un grand nombre de ces carrés dans des cimetières communaux. Une concession à perpétuité était alors offerte, et l'entretien des tombes assuré par la commune ou l'association locale d'anciens combattants puis par la suite, par Le Souvenir français. Les familles ont alors jusqu'au 15 février 1921 pour exprimer leur demande au ministère des Pensions.
Une seule contrainte est exigée : que les soldats morts pour la France reposent seuls dans leur sépulture. Il est toutefois possible aux familles de réinhumer à leur frais leur défunt dans une sépulture familiale.